# Förvaltningsrätten i Växjö
Förvaltningsrätten i Växjö är en förvaltningsdomstol, som har ersatt Länsrätten i Kronobergs län, Länsrätten i Kalmar län och Länsrätten i Blekinge län och dömer i förvaltningsmål i första instans.

## Domkrets
Förvaltningsrättens domkrets består av Blekinge och Kronobergs län samt alla kommuner utom två i Kalmar län. De två nordligaste kommunerna i Kalmar län, Vimmerby och Västerviks kommuner, tillhör Förvaltningsrättens i Linköping domkrets.
| - Karlshamn - Karlskrona - Olofström - Ronneby - Sölvesborg | - Borgholm - Emmaboda - Hultsfred - Högsby - Kalmar - Mönsterås - Mörbylånga - Nybro - Oskarshamn - Torsås | - Alvesta - Lessebo - Ljungby - Markaryd - Tingsryd - Uppvidinge - Växjö - Älmhult |

## Fotnot
1. ↑  5 § Förordningen (1977:937) om allmänna förvaltningsdomstolars behörighet m.m. i dess lydelse från den 15 februari 2010, förordning 2009:872